# تراجان لانغدون
تراجان لانغدون (بالإنجليزية: Trajan Langdon)‏ مواليد 13 مايو 1976 في بالو ألتو، هو لاعب كرة سلة أمريكي سابق بدأ مسيرته الاحترافية في سنة 1999. يبلغ طوله 6 قدم 3.75 بوصة (1.9 م). اعتزل اللعب في 2011.

## فرق لعب لها
- كليفلاند كافالييرز
- نادي سسكا موسكو لكرة السلة

## الميداليات
| الميدالية | المسابقة                         |
| --------- | -------------------------------- |
| برونزية   | بطولة كأس العالم لكرة السلة 1998 |

## روابط خارجية
- تراجان لانغدون على موقعبيزبول رفرنس.كوم (الدوري الثانوي) (الإنجليزية)
- تراجان لانغدون على موقع الاتحاد الدولي لكرة السلة (الإنجليزية)
- تراجان لانغدون على موقع الدوري الأوروبي لكرة السلة (الإنجليزية)
- تراجان لانغدون على موقع إن بي أي (الإنجليزية)
- تراجان لانغدون على موقع سبورتس رفرنس (الإنجليزية)
- تراجان لانغدون على موقع كرة السلة الأوروبية.كوم (الإنجليزية)
- تراجان لانغدون على موقع كلية كرة السلة في سبورتس رفرنس.كوم (الإنجليزية)
- تراجان لانغدون على موقع ريلجم (الإنجليزية)
- تراجان لانغدون على موقع بروبوليرز (الإنجليزية)
- تراجان لانغدون على موقع سبورتس رفرنس (الإنجليزية)